# Floc de Gascogne
Floc de Gascogne ist ein französischer Aperitif, eine Spezialität des historisch als Gascogne bezeichneten französischen Südwestens (der Sud-Ouest), der zu der Gruppe der Likörweine zählt.

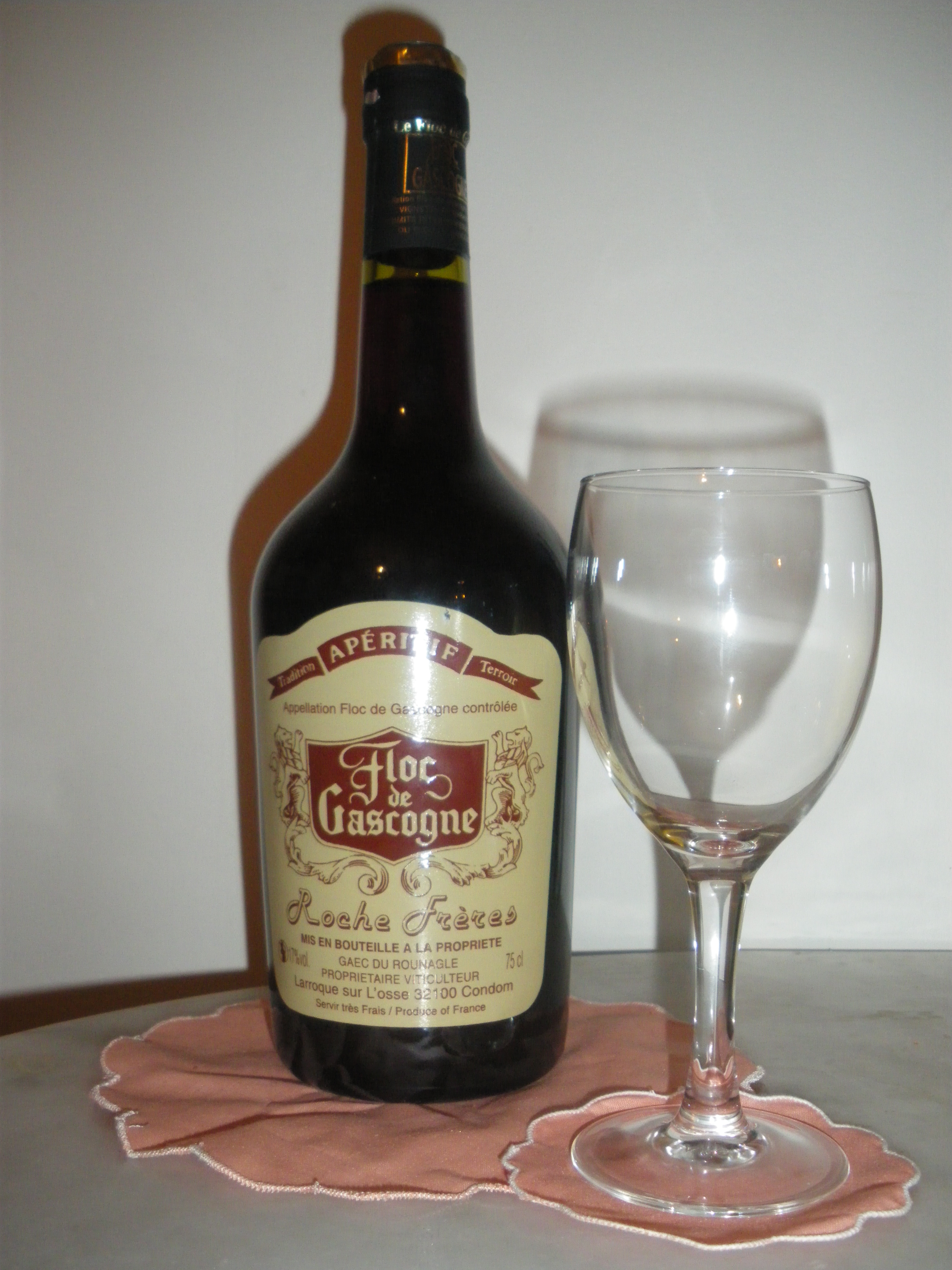
Floc de Gascogne

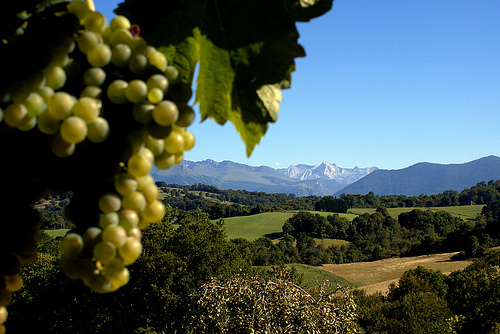
Gros Manseng Trauben im Jurançon.

Er wird aus einer Mischung von unvergorenem Traubensaft und Armagnac gewonnen, die nach den Regeln des Weinbauverbands C.I.V.S.O.  von demselben Weingut stammen müssen. Er weist einen Alkoholgehalt von 16 bis 18 Vol.-% auf und ist weiß oder roséfarben. Seit dem 27. November 1990 verfügt der Wein über den Status einer Appellation d’Origine Contrôlée (kurz AOC).
Es gibt zwei Arten Floc de Gascogne:
- Der weiße Floc wird aus Colombard-, Ugni Blanc- und/oder Gros-Manseng-Trauben hergestellt; der Anteil dieser Hauptrebsorten muss größer als 70 % sein. Daneben sind auch die Rebsorten Baroque, Folle Blanche und Petit Manseng zugelassen. Hierbei handelt es sich um fruchtige Traubensorten, die einen leichten und fruchtigen Aperitif liefern.
- Für den roséfarbenen Floc hingegen, der traditionell die in der Region als Vorspeise verzehrte Foie gras (Gänsestopfleber) begleitet, werden die roten, aromatischen und schweren Cabernet-Franc-, Cabernet-Sauvignon- oder Merlot-Trauben verwendet.

Nach dem Verschnitt der jungen Weine mit Armagnac wird der Floc de Gascogne zehn Monate im Weinkeller gelagert und darf erst nach Prüfung und Genehmigung durch den Weinbauverband als Appellation d'Origine Floc de Gascogne verkauft werden.
Seine Fruchtigkeit und sein frischer Geschmack kommen am besten kühl (6–8 °C), aber nicht auf Eis serviert, im ersten Jahr nach seiner Abfüllung zur Geltung.